# 茂原市立西陵中学校
茂原市立西陵中学校（もばらしりつ せいりょうちゅうがっこう）は、千葉県茂原市緑ケ丘にあった公立中学校。

## 概要
1993年に新興団地「緑ケ丘リゾーン」を学区として創立したが、2020年3月をもって閉校となり、2020年4月より冨士見中学校に統合。
廃校後の校舎はロケ地として活用され、青のSP―学校内警察・嶋田隆平―などのロケに用いられた。
2022年4月より同住所で広域通信制高校「ヒューマンキャンパスのぞみ高等学校 茂原本校」が開校している。

## 沿革
- 1993年（平成5年）[3]
  - 3月25日 - 落成式が行われる。校旗・校歌の披露（作詞・作曲：生松義久[4]）。
  - 4月5日 - 開校式が行われる。
- 2012年（平成24年）10月27日 - 創立20周年記念式典・記念講演の開催。
- 2020年（令和2年） - 閉校。

## 通学区域
- 緑ケ丘、芦網（157～175番・198～279番・308～311番・575番以降）、国府関（209～219番・223～262番）、山崎（1166～1173番・1188～1241番・1312番以降[5]）